# Maudétour-en-Vexin
Maudétour-en-Vexin – miejscowość i gmina we Francji, w regionie Île-de-France, w departamencie Dolina Oise.
Według danych na rok 1990 gminę zamieszkiwały 183 osoby, a gęstość zaludnienia wynosiła 28 osób/km² (wśród 1287 gmin regionu Île-de-France Maudétour-en-Vexin plasuje się na 1005. miejscu pod względem liczby ludności, natomiast pod względem powierzchni na miejscu 578.).